# Spiel zu dritt
Spiel zu dritt (Originaltitel: Take Me Out to the Ball Game) ist ein US-amerikanisches Filmmusical aus dem Jahr 1949 von Busby Berkeley mit seiner letzten Regiearbeit. Die Hauptrollen spielten Frank Sinatra, Esther Williams und Gene Kelly. Der Film wurde von Metro-Goldwyn-Mayer produziert.

## Handlung
Eddie O’Brien und Dennis Ryan sind erfolgreiche Baseballprofis, die zwischen den Saisons als Sänger und Tänzer auftreten. Zu Beginn der neuen Saison stoßen sie zu ihrer Mannschaft, den Wolves. Im Hotel sprechen sie über ihre verlorene Freiheit abends auszugehen und sich mit Frauen zu verabreden, wobei sich Eddie mehr ärgert als der schüchterne Dennis. Eine Mannschaftsfeier wird von der Nachricht des Todes des Teameigners überschattet. Die Mannschaft soll nun ein entfernter Verwandter namens K. C. Higgins übernehmen. Zum Erstaunen aller stellt sich heraus, dass K. C. Higgins eine Frau ist.
Während einer Trainingseinheit kommt K. C. auf den Platz und gibt Eddie eine Lehrstunde im Schlagen. Das Team erkennt, dass ihre neue Chefin über umfassende Kenntnisse im Baseball verfügt. Trotz ihres strengen Aussehens wird sie von der Mannschaft respektiert. Sie stellt einen strengen Strafenkatalog auf. Eddie drängt Dennis dazu, K. C. zu umschmeicheln, doch die durchschaut den Plan. Das erste Spiel der Saison beginnt, dabei kommt es zu einer Rangelei, bei der Dennis k. o. geschlagen wird. Die Zuschauerin Shirley Delwyn, die Dennis bewundert, kümmert sich um ihn. Ihr Begleiter Joe Lorgan ist ein Wettbetrüger, der auf die Wolves setzt, was Shirley aber nicht weiß. Shirley versucht Dennis von ihrer Liebe zu ihm zu überzeugen, doch der schüchterne Dennis ergreift die Flucht. Shirley verfolgt ihn durch das ganze Stadion.
Den Wolves gelingt eine Siegesserie, Lorgan gewinnt seine Wetten. Da jedoch die Quoten immer niedriger werden, plant er, die Mannschaft zu schwächen und auf das gegnerische Team zu setzen. Dazu will er Eddie dazu bringen, auch während der Saison Auftritte in Shows zu absolvieren. Er verspricht sich davon, dass so Eddies Spiel darunter leiden wird. Eddie trainiert und spielt tagsüber, abends probt er für seine Auftritte. Wie Lorgan erwartet hat, werden durch die Belastung seine Leistungen immer schlechter. K. C. glaubt, es liege daran, dass Eddie in sie verliebt sei. Um der Mannschaft zu helfen, erwidert sie seine Avancen.
K. C. findet Eddies Engagement heraus und suspendiert ihn. Auch Eddie wird nun klar, dass Lorgan ein falsches Spiel treibt. Um wieder in die Mannschaft zu kommen, organisiert er einen Protestmarsch von Kindern, die seinen Einsatz fordern. Sein Plan geht auf. Lorgan, der 20.000 Dollar auf den Sieg der Gegner gesetzt hat, will verhindern, dass Eddie die Wolves zum Sieg führt. Shirley findet heraus, was Lorgan vorhat und warnt Dennis, dass Eddie in Gefahr schwebt, sollte er auflaufen. Dennis schlägt daraufhin Eddie mit einem Baseball bewusstlos. Zu Spielbeginn wird Eddie in die Umkleide gebracht. Lorgan lässt zwei seiner Männer, als Ärzte verkleidet, Wache stehen. Shirley informiert K. C. über Lorgans Plan, die daraufhin einige Spieler losschickt und Eddie befreien lässt. Lorgan wird von K. C. k. o. geschlagen. Eddie kommt aufs Spielfeld und schlägt den spielentscheidenden Home Run. Nun kann sich Eddie um eine Beziehung mit K. C. kümmern, während Dennis Interesse an Shirley zeigt.

## Produktion

### Hintergrund
Gedreht wurde der Film vom 28. Juli bis Ende September 1948 in den MGM-Studios in Culver City.
Laut einem Artikel des Magazins Parade vom 5. Dezember 1948 kostete die Verfolgungsjagd im Baseballstadion 38.000 Dollar (bei einem Budget von 2.000.000 Dollar). Die Planung der Sequenz nahm zwei Monate in Anspruch. 60 Mitglieder der Filmcrew wurden benötigt. Das bei der Szene zu hörende Lied wurde im Vorfeld mit Sinatra und Garrett aufgenommen. Während der Dreharbeiten wurde er im Stadion mittels großer Lautsprecher abgespielt und später mit dem Geschehen synchronisiert.
Die Idee zu dem Film kam Gene Kelly im Sommer 1946. Zusammen mit Stanley Donen schrieb er eine Story, die MGM für 25.000 Dollar kaufte. George Wells fertigte ein Drehbuch an, das jedoch, nachdem Esther Williams verpflichtet wurde, von Harry Tugend umgeschrieben wurde. Auch einige Songs wurden ersetzt, so wurden drei Lieder von Harry Warren und Ralph Blaine mit Kompositionen von Roger Edens, Adolph Green und Betty Comden ersetzt.
Im November 1951 wurde bekannt gegeben, dass der Autor Errol Joe Palmer das Studio auf 150.000 Dollar verklage, weil Teile des Drehbuchs seinem Script Base-Hits and Bloomers gleiche. Über den Ausgang des Rechtsstreits ist nichts bekannt.

### Stab
Cedric Gibbons und Daniel B. Cathcart waren die Art Directors, Edwin B. Willis und Henry Grace die Szenenbildner, Helen Rose und Arlington Valles die Kostümbildner. Douglas Shearer war für den Ton verantwortlich, Warren Newcombe für die Spezialeffekte. Regieassistent war Leslie H. Martinson.
Für Editorin Blanche Sewell war es die letzte Filmarbeit.

### Besetzung
In kleinen nicht im Abspann erwähnten Nebenrollen traten Murray Alper, James Burke, Bess Flowers, Sally Forrest, Douglas Fowley, Mack Gray, Joi Lansing, Mitchell Lewis, Jack Rice, Almira Sessions, William Tannen und Harry Wilson auf.

### Musik
Musikalischer Direktor war Adolph Deutsch. Gene Kelly und Stanley Donen choreografierten die Musiknummern.
Folgende Songs wurden gespielt:
- Take Me Out to the Ball Game von Albert Von Tilzer und Jack Norworth
- Yes, Indeedy von Roger Edens, Betty Comden und Adolph Green
- O’Brien to Ryan to Goldberg von Roger Edens, Betty Comden und Adolph Green
- The Right Girl for Me von Roger Edens, Betty Comden und Adolph Green
- It's Fate Baby, It's Fate von Roger Edens, Betty Comden und Adolph Green
- Strictly U.S.A. von Roger Edens
- The Hat My Dear Old Father Wore upon St. Patrick's Day von Jean Schwartz und William Jerome

## Synchronisation
Die deutschsprachige Synchronfassung entstand 1986 bei Interopa Film.
| Rolle           | Schauspieler    | Deutscher Synchronsprecher |
| --------------- | --------------- | -------------------------- |
| Dennis Ryan     | Frank Sinatra   | Joachim Tennstedt          |
| K. C. Higgins   | Esther Williams | Alexandra Lange            |
| Eddie O’Brien   | Gene Kelly      | Lutz Mackensy              |
| Shirley Delwyn  | Betty Garrett   | Ulrike Möckel              |
| Joe Lorgan      | Edward Arnold   | Alf Marholm                |
| Nat Goldberg    | Jules Munshin   | Wilfried Herbst            |
| Michael Gilhuly | Richard Lane    | Hermann Ebeling            |
| Slappy Burke    | Tom Dugan       | Hans Nitschke              |
| Dr. Winston     | Eddie Parks     | Andreas Mannkopff          |

Anmerkung: Die kursiv geschriebenen Namen sind Rollen und Darsteller, die nicht im Abspann erwähnt wurden.

## Veröffentlichung
Die Premiere des Films fand am 9. März 1949 in New York statt. In Österreich kam er 1954 in die Kinos, in der Bundesrepublik Deutschland wurde er am 29. August 1986 im deutschen Fernsehen ausgestrahlt.

## Kritiken
Der Filmkritiken-Aggregator Rotten Tomatoes hat in einer Auswertung von 19 Kritiken eine Zustimmungsrate von 95 Prozent errechnet. Das Publikumsergebnis hat sich bei 70 Prozent positiver Bewertungen eingependelt.
Das Lexikon des internationalen Films schrieb: „Routiniert inszenierte Musikkomödie, die weniger von den üblichen Liebesverwirrungen handelt als von den Tänzen, Liedern, sportlichen Aktivitäten, den Farben und Kostümen des Jahres 1910. Bisweilen zwar albern und kitschig, doch dank der perfekt agierenden Hauptdarsteller eine schwungvolle Musical-Variante.“
Die Filmzeitschrift Cinema zog das einfache prägnante Fazit: „Grandios.“
Bosley Crowther von der The New York Times kritisierte, die einzigen Treffer des Films gelingen, wenn getanzt und gesungen werde. Die ganze Show habe keinen einheitlichen Stil und Tempo.
Die Variety befand, der Film habe wenig Handlung aber einige amüsante Momente.
Don Druker schrieb im Chicago Reader, die Geschichte sei der typische Plüsch, die Schauwerte seien aber den Eintrittspreis wert.
Der Kritiker des TV Guide fand, es werde zwar nicht viel Baseball gespielt, es sei aber ein liebenswerter Film, gekennzeichnet durch eine erfreuliche Besetzung und flotter, wenn nicht sogar einprägsamer, Musik.
Elsa Brandon nannte den Film im Magazin Photoplay einen melodischen, angenehmen Film.

## Auszeichnungen
Harry Tugend und George Wells wurden 1950 für den Writers Guild of America Award in der Kategorie Best Written American Musical nominiert.
1952 erhielt Esther Williams eine Nominierung für den Bambi als beste internationale Darstellerin.